# Nintendo Power
La Nintendo Power va ser una revista mensual que publicava Nintendo i que contenia articles, novetats i estratègies pels jocs de la mateixa casa. La primera edició data del Juliol/Agost del 1988 i tenia com a novetat el joc Super Mario Bros. 2. A partir de l'edició # 222 (desembre de 2007), Nintendo va contractar drets de publicació a Future US, el filial nord-americana de la britànica Future.
El 21 d'agost de 2012, Nintendo va anunciar que no renovaria el seu acord de llicència amb Future Publishing, i que Nintendo Power cessaria la publicació al desembre de 2012. El volum final, el 285, va ser llançat l'11 de desembre de 2012.

## Visió general i disseny
Ja des dels seus inicis la Nintendo Power intentava aportar als seus lectors una gran quantitat d'estratègies de joc, trucs, ressenyes i avançaments sobre els jocs més innovadors. Veient com la revista gaudeix de més de 20 anys de publicacions, la NP es va convertir en la principal font d'informació sobre Nintendo, la qual procedeix directament dels equips de programació. Es va mantenir rendible i va ser una de les revistes de videojocs que va romandre més temps en circulació.